# Gmina Kozłów
Die Gmina Kozłów ist eine Landgemeinde im Powiat Miechowski der Woiwodschaft Kleinpolen in Polen. Sitz ist das gleichnamige Dorf mit etwa 1000 Einwohnern.

## Gliederung
Zur Landgemeinde (gmina wiejska) Kozłów gehören folgende Ortsteile mit einem Schulzenamt:
Bogdanów
Bryzdzyn
Kamionka
Karczowice
Kępie
Kozłów
Marcinowice
Przybysławice
Przysieka
Rogów
Wierzbica
Wolica

## Verkehr
Kozłów liegt am Abzweig der Bahnstrecke Kozłów–Koniecpol, deren Züge allerdings in Kozłów nicht halten, von der Bahnstrecke Warszawa–Kraków. Auch die Linia Hutnicza Szerokotorowa führt durch die Gemeinde.